# Johanna B. Rasmussen
Johanna Maria Baltensperger Rasmussen, född 2 juli 1983 i Nykøbing Falster, är en dansk tidigare fotbollsspelare. Hon har spelat 153 A-landskamper för Danmark. Hon har gjort 86 mål på 124 matcher för Fortuna Hjörring i danska högstaligan. Inför säsongen 2008 värvades hon till Umeå IK.
Hon har också vunnit danska ungdomsmästerskapen i schack sju år i rad.